# 沈一贯
沈一贯（1537年—1615年），字肩吾、又字不疑、子唯，号蛟門、大圆居士，浙江鄞县（今属浙江宁波市海曙区）栎社沈家人。明朝万历年间内阁首辅，也是学者、诗人、史学家、外交家。隆庆二年登进士第，改庶吉士，授检讨，历充纂修官，南京礼部尚书，东阁大学士，太子少保，户部尚书，武英殿大学士，吏部尚书。身后赠太傅，谥文恭。沈一貫是明朝首位对天主教持开明提携态度的首辅，开创了晚明中西文化交流的蜜月期。

## 家族
曾祖沈宗義。祖父沈元瑞，號静菴；祖母朱氏、袁氏。父沈仁佶（1503年-1591年），字允成，别號慕閒。母洪氏，封太淑人，贈一品夫人，生五子。具庆下。兄一初、一经。弟一言、一本。
- 一贯长子泰鸿，元配张氏出，娶兵部侍郎范钦孫女；*次子泰渊，娶兵部侍郎屠大山孫女；
- 次泰泟（泰泳）、泰藩，側室张氏出。
- 长女慶英，许配聞淵曾孫聞世慶，早亡；
- 次女璆英，元配张氏出，许配布政使柴涞季子柴以觀；
- 蕙英，许配御史林祖述子林德岳。
- 側室张氏生一女，許配詹事周應賓之子周元起。
  - 孫沈延賞（聘余有丁孫女）、沈延禧（聘舉人陳憲學女）、孫女延璋（許配江西参政王佐子王道貞）、延復（許配翰林编修陳之龍子陳久盛），泰鸿出。

叔父沈仁佾，封工部屯田司主事，有子沈一中，萬曆八年進士。

## 生平
嘉靖四十年（1561年）辛酉科浙江乡试第二十名举人，三十二歲中式隆庆二年（1568年）戊辰科礼部会试第四名，廷试三甲五十六名进士，選庶吉士，四年（1570年）三月授职检讨，五月补充《世宗肃皇帝实录》纂修官。
万历二年（1574年），出任会试同考官，升翰林院编修，三年三月负责编修章奏，十月充经筵日讲官，记注起居録，賜御書“责难陈善”大字一幅。十一月母亲去世，回家守制。
万历二年，沈一贯主持会试时，张居正长子张敬修同届应考，同僚为张居正托付沈一贯关照张敬修，沈即拒绝。发榜后，张敬修名落孙山，因此沈得罪张居正。但之后的万历五年榜，张居正长子张敬修、次子张嗣修仍同登进士第。
萬曆六年（1578年）起复原职，仍充日讲官，十月充会典纂修官，七年十二月升俸一级，十年七月升左春坊左中允兼翰林院编修，賜五品服色。升右春坊右谕德兼侍讲、掌司经局事，十一年十月升左春坊左庶子兼翰林院侍读，十二年二月升詹事府少詹事兼翰林院侍读学士、掌院事，五月教习庶吉士郭正域等人，十一月升礼部右侍郎，兼官并经筵日讲如旧，十二月改吏部右侍郎，兼经筵日
讲，十三年四月充会典副总裁，赏赐彩扇。十四年二月升吏部左侍郎，兼官日讲照旧，十五年二月以大典告成，加太子宾客。十六年告假省亲，十七年回京。
萬曆十九年（1591年）十月父亲去世丁忧，回籍守制。
万历二十一年服阕，起升南京礼部尚书，二十二年（1594年）五月，吏部会推阁臣七员，沈一贯出任礼部尚书、正史副总裁；协理詹事府，十二月始赴任。
万历二十三年（1595年）初，入内阁，参与机务。二十五年正月因妻子去世，乞假回乡。五月叙延镇功，加太子太保，进武英殿大学士，改户部尚书。二十七年四月以甘镇宣捷，加少保，改吏部尚书，荫一子中书舍人。
万历二十九年十一月，接替赵志皋，成为当朝首辅。
张居正主政时，因不照顾张长子科考，触怒张，长期被闲置不用。张居正去位，经廷臣举荐，沈升东阁大学士，始入阁参预明廷机务。史载“自一貫入內閣，朝政已大非。數年之間，礦稅使四出為民害...上下否隔甚，一貫雖小有救正，大率依違其間，物望漸減。”“輔政十有三年，當國者四年。枝拄清議，好同惡異，與前後諸臣同。至楚宗、妖書、京察三事，獨犯不韙，論者醜之，雖其黨不能解免也。”。
当时万历帝长期称病，疏于朝纲，沈成为“独相”。沈一贯在位时，与朝廷中的“清议派”多有抵触。沈执政后期，伪楚王案、妖书案、辛亥京察案三事均与他都有關係。
1605年，考察京官（京察）时又受“清议”弹劾，因而告病请退。
不久召启用，晋封太子太保兼少师，不久再次受到弹劾。遂以七十高龄托病辞官，万历三十四年（1606年）七月与吏部尚書沈鲤同被罢免。隔年归乡，杜门不出十年之久，整日埋头诗书著述，万历四十三年（1615年）正月二十九日去世，享年七十九，贈太傅，谥文恭。

## 事跡

### 朝鲜之役
沈一贯是万历朝鲜之役中方幕后主要策划者之一，力主出师抗日保卫藩国朝鲜。
万历二十一年（1593年），日本派遣使者与明廷谈判多次，力求与明朝通贡、互市，并明言要求解禁宁波港。沈一贯特上疏力止，认为日本的要求与明廷海防政策不符，实为松懈海防，让倭寇有可乘之机，是国家大患。万历帝采纳了沈的意见。
在沈一贯建言下，万历皇帝下旨筹办一支水军舰队，派驻朝鲜海域，协防朝鲜半岛。沈建言陈璘担任水师指挥官，舰队于1598年5月抵达朝鲜海域。这支水军是当时世界最大的远洋舰队，包含水军1.3万，战船550余艘。 沈一贯也曾建言组建“南兵”（主要来自江浙一带的地方武装）派遣朝鲜，成为明军能征善战的主力。

### 镇防辽东
萬曆十九年（1591年），李成梁被言官弹劾而罷官。面对辽东女真武装的日渐崛起，沈一贯于萬曆二十九年（1601年）力薦李成梁複起再镇遼東。当时李已经75岁高龄，老将已无远志，以阅视叙辽东八年。此时女真暂时恭顺明朝，辽东少事。
另有一说，此时沈一贯荐李成梁重新执掌辽东，是因为此时老将已无远志，辽东少事，给李成梁一个闲差。但李成梁重回辽东后，弃辽左六堡，徙64000余户边民与内地，以至于努尔哈赤崛起。

### 立储之争
明神宗久久未能确认太子人选，十余年间立储之事争谏不绝。直到皇长子年满十八，到了婚冠的年龄，时任内阁大学士的沈一贯上疏，收到立竿见影的奇效。沈疏中“多子多孙”苦劝明神宗早立太子，神宗遂诏将行册立太子礼，立长子朱常洛为太子。
郑贵妃因此与明神宗闹翻，使明神宗动摇，又借口“典礼未备”，要改期册立太子。此时，沈就将明神宗手诏封还，坚决不同意册立改期。明神宗遂下定决心，于十月十五正式册立朱常洛为太子，封朱常洵为福王。沈于是终结了明廷多年的“立储之争”。

### 矿税之祸
万历中，苛捐杂税，矿税尤甚。税吏趁机横征暴敛，民间怨声载道。
史载，万历三十年（1602年）2月，万历帝突然染疾，急召首辅沈一贯和诸内阁大学士到启祥宫后殿西暖阁议事。万历帝说：我已病重，在位已久，已没有什么憾事了。我将太子托付给你，要尽力辅佐。初设矿税矿监，实出不得已，因京城大殿未能完工。现工程可以喊停，矿监也可统统召回。万历帝言毕，沈一贯即恸哭，太后、太子、诸王群臣都哭了起来。沈于是马上拟旨。当夜，群臣都在宫中通宵议拟。
第二天，万历帝身体有所恢复，醒来便令太监急召沈一贯，要追回谕旨。太监至沈一贯处道明原委，几位大臣均不信，说「天子无戏言」，沈一贯亦不解犹豫，迟迟没有反应。结果追缴圣谕的太监来了一拨又一拨，前后共计20余人次。太监甚至磕头都出了血，迫切要沈一贯交出圣旨。沈一贯无奈，只好交还。
司礼监太监田义為人正直，曾据理力争，认为此圣旨不可交回，触怒万历帝。万历帝甚至气得抽剑要处决田义。田义仍持论不畏，此时正巧太监急匆匆从沈一贯处送回圣旨。日后，田义遇沈一贯即吐口水痛罵：“相公稍持之，矿税撤矣，何怯也！”（宰相大人，您要是稍稍再坚持一会，矿税就能撤销，为何如此胆怯！） 
结果，终万历朝，矿税之弊不能除，积害很深。

### 妖书谜案
申时行去职，沈鲤与沈一贯同入内阁。退而不休的申时行以短信一封寄予沈一贯，寥寥几字：“蓝面贼来矣，盾备之！”（沈鲤面色青黑，故被称为“蓝面贼”）。沈鲤入阁后，果然与沈一贯不和。
时有知情士人（时匿名，后传为赵士祯所作）刊刻有《续忧危竑议》揭帖，其中明列奸贤，抨击弊政，广为传布，是为“妖书案”。此书触怒万历帝，遂下令戒严并穷搜作者。当时内阁仅三人：首辅沈一贯，次辅朱赓、阁臣沈鲤。沈一贯和朱赓均被列名于妖书中，而沈鲤却榜上无名，于是沈鲤有一手炮制妖书的嫌疑。郭正域为沈鲤得意门生，于是也成嫌疑之一。
沈一贯与钱梦皋一起，弹劾沈鲤和郭正域。郭正域被诏捕，沈鲤被搜家，随后又牵出禪師達觀真可和医生沈令誉。達觀和沈令誉均遭严刑拷打，達觀圓寂。郭得李三才支持，未定死罪。
当时多人纷纷冒出搅局，如锦衣卫都督王之祯等揭发周嘉庆，使案情复杂化。因审讯庞杂致使拖延，明神宗震怒，人人求自保，東廠提督太監陳萬化遂寻得一個犯下多起詐騙案的举子皦生光，屈打成招，草草结案，皦被凌迟处死。

### 群党之争
明朝中期党争剧烈，有名有势的大党有阉党，浙党和东林党，沈一贯被认为是浙党（或“齐楚浙党”）的领袖人物。
万历二十七年（1599年），己亥京察，北察主计人当时的吏部尚书李戴在沈一贯授意下大力打击政敌。
万历三十二年（1604年），吏部郎中顾宪成触怒万历帝而遭革职，遂与高攀龙、钱一本等士人在老家无锡东林书院讲学，常评议朝政褒贬人物，形成政治上的“清议”势力，世称“东林党”。同时有宦官集团，世称“阉党”。与此同时，沈一贯大权在握，遂纠结京师的官员，形成“浙党”，与东林党相争。当时还有小派系，一为以官应震、吴亮嗣等为领导人物的“楚党”，一为以山东籍官僚为主的，称“齐党”，楚党与齐党常依附于浙党，合称作“齐楚浙党”。另有同以地缘关系结成的“宣党”和“昆党”。诸党相争，互不相让，致使明廷党争绵延数十年。
万历三十三年（1605年）东林党人时吏部侍郎杨时乔主持京察，借机打击浙党，与左都御史温纯等弹劾钱梦皋，钱遭谪贬，引起浙党记恨。沈一贯上书明神宗，极陈考察不公，请求降旨让钱梦皋等人官复原职。补缺郎中刘元珍上疏再力劾钱梦皋，疏中旁击沈一贯。明神宗让群臣商议，沈一贯奏言“不廷杖刘元珍，公议不可息”。刘元珍遭廷杖，钱梦皋等留用，贬刘元珍一秩（十年）并充边。吏部员外郎贺灿然、南京御史朱吾弼等继上疏，意京察因沈未能奏效。兵部主事庞时雍上疏陈沈罪状。明神宗大怒，贬庞时雍、贺灿然和刘元珍三秩充边。御史侯庆远、李冉等人欲救，明神宗再将刘元珍等削籍除名，并免钱梦皋等人职，仍留沈一贯为内阁首辅。万历三十四年（1606年），南京吏部给事中陈良训、御史孙居相再次上疏弹劾沈。是谓“京察之争”。
沈一贯获准致仕回乡后，明廷中党争仍不息止，京察一事也一闹再闹。万历四十五年（1617年），浙党官员掌管京察，打击东林党人。万历四十八年（1620年），移宫案爆发，东林党人杨涟、左光斗等因“护驾有功”，被重新启用。天启三年（1623年），东林党官员主持京察时，又反击，驱逐齐楚浙党人士。

### 西学东渐
沈一贯是晚明朝廷中接受天主教第一人，对西方传教士在华传教持开明提携态度。1601年，利玛窦由南京北上抵达京师（今北京），即获得首辅沈一贯召见。沈在自己府邸接见款待了利玛窦，双方互赠礼物。沈对西洋风土人情、学术文化非常感兴趣，双方并探讨了天主教教理。利玛窦告诉沈天主教倡导“一夫一妻制”，沈对此表示佩服，认为西洋因此也是礼教之邦。利玛窦向沈了解中国朝廷礼仪和皇帝喜好，之后进贡自鸣钟一台，这是有正史记载的首次西方机械制品进入中国皇家。利玛窦与沈的长子沈泰鸿也成为至交。

## 诗文
沈一贯亦是当时有名的诗人。沈一贯是时著名诗人沈明臣的从子，诗学受教于沈明臣。陈田《明诗纪事》载：“鄞县相业不足言。少师事沈明臣……又与黎惟敬、欧楨伯辈往还，故诗笔颇擅丽藻。”沈一贯诗多有佳句，文章亦精美，时称“句章公”。
沈氏佛学造诣亦深，作诗亦常融入禅理，亦留有不少佛教题材的诗。
除辞藻华丽、参悟佛理外，沈氏也有咏叹时弊的现实主义作品，如其《观选淑女》是对晚明宫廷严酷“选秀”的真实反映。

## 评价
沈一贯在明史中为争议人物，近来成为研究热点，评价有多方面：
- 国防外交：
  - 沈氏对明朝海防贡献卓著，曾明令规范明日贸易，抗击海盗，限制禁止当时倭寇来源国日本船只在明朝近海港口的行动。时宁波港为中国最大对外贸易港口，沈氏力奏严禁倭船在宁波港停靠。
  - 沈氏对镇防辽东亦有一定贡献。当时辽东女真武装日渐崛起，引起沈氏警觉。沈启用昔日颇有威望的老将李成梁镇守辽地，起到一定的威慑作用，不动干戈不费粮饷而巩固了大明边防。
  - 沈氏在万历朝鲜之役起决策作用。曾组建当时世界最大的远洋舰队派驻朝鲜海域，协防朝鲜半岛。也曾建言组建“南兵”派遣朝鲜，成为明军能征善战的主力。
  - 沈氏对西方传教士来华持欢迎开明态度。
- 内政：
  - 沈氏为官颇有节操，刚正不阿。时张居正一家独大，沈不畏权势，负责阅卷之时唯才是举，阻止张之子张敬修登第，难能可贵。故受皇帝征召、群臣举荐而入阁。沈还劝阻自己长子沈泰鸿勿参加科举，不惜父子反目成仇[14][15]。
  - 沈氏结束了明廷长久的“立储之争”。
  - 沈氏后因对万历帝态度的软化，未能结束“矿税”。
  - 沈氏晚年陷于明廷东林党争，为齐楚浙党领袖，与东林党、阉党成三足鼎立之势。伪楚王案、妖书案、辛亥京察案等大案都与他有干系，故弹劾者甚众。
- 文学著述：
  - 沈氏是位诗人、文学家、史学家。文名曾显赫一时，辞藻工美，有“句章公”之称。其研究老庄哲学，批注《易经》、《老子》、《庄子》，是中晚明研究道家哲学的代表一家。其研究武术、武术流源史亦自成一家。著述颇丰，其著作《搏者·张松溪传》、《乞禁止倭人贡市疏》、《叙嘉靖间倭入东南事》、《大明棋士异闻录》等均具重要史料价值。

## 著作
- 《世宗实录》（参修）
- 《穆宗实录》（参修）
- 《國朝歷科翰林館課經濟宏猷》，十六卷，首一卷
- 《增定國朝館課經世宏辭》，简称《經世宏辭》，十五卷
- 《敬事草》，十九卷，收录《四库全书总目》中
- 《喙鳴詩集》，十八卷
- 《老子通》
- 《庄子通》，十卷，沈一贯撰
- 《易学》，十二卷，收录《四库全书总目》中
- 《四明文征》（第十六卷有名文《搏者·张松溪传》）
- 《叙嘉靖间倭入东南事》
- 《诗经注》
- 《狀元圖考策》

## 遗物
- 今北京石景山《田义墓》表， 沈一贯撰，潘世元正书，沈鲤篆额
- 今北京《琉璃河桥碑》，沈一贯撰，（明）包渐林正书并篆额
- 中国国家一级文物明万历二十六年状元赵秉忠殿试卷，遗有阅卷官沈一贯的题签[16]

### 引用
1. ↑  余寅《少保沈公元配贈一品夫人张氏墓誌銘》：萬曆甲午，少保公趨東閣之命，其時夫人病，未從，明年乃北，又二年丁亥正月三日竟殂於京邸。夫人之父雲而式微，母柯舉夫人於鄞之株蓮里。歲己未，乃婚，婚七日而少保遽之學舍，夫人安焉。年未四十，辄謀置其貳同邑王，已，復进两张氏，是時夫人止一子泰鸿。距其生嘉靖壬寅三月十七日，享年僅五十六歲。夫人累封至夫人，贈一品夫人。賜祭加一坛。宗伯移浙江参政吴公鸿洙行禮，命有司營塟域於某山之陽，司空奏遣行人姚君孟煜董厥事，恩禮備至焉。
2. 1 2 3  . "蜜月时期"的"文化基督徒". 2012-08-25  [2015-09-01]. （原始内容存档于2015-11-17）.
3. ↑  余寅《誥封通議大夫太子賓客吏部左侍郎兼翰林院侍读学士沈翁慕閒先生行状》：萬曆辛卯十月十有六日戊申，誥封通議大夫太子賓客吏部左侍郎兼翰林院侍读学士沈翁慕閒先生卒於正寝，壽恺奄謝，闉塗若摧。翁諱仁佶，字允成，别號慕閒。距生弘治十六年三月初五日，享年八十有九。
4. ↑  《隆慶二年戊辰科進士登科錄》：沈一贯，貫浙江宁波府鄞县民籍。國子生。治易经，字肩吾，行五，年三十二，三月十一日生。曾祖宗義。祖元瑞。父仁佶。母洪氏。具庆下。兄一初、一经。弟一言、一中、一本。娶张氏。浙江乡试第二十名。会试第四名。
5. ↑  《明史·沈一贯传》：“三十上四年七月，给事中陈嘉训、御史孙居相复连章劾其奸。一贯愤，益求去。帝为黜嘉训，夺居相俸，允一贯归，鲤亦同时罢。而一贯独得温旨，虽赓右之，论者益訾其有内援焉。”
6. ↑  《明史·沈一贯传》：“家居十年卒。赠太傅，谥文恭。”
7. ↑  沈一贯《乞禁止倭人贡市疏》，清高宗敕选：《明臣奏议》卷31，北京：中华书局，1985年，第594—596页：“贡市成，则吾之于倭当客之也。苟吾方客之，而彼实以盗自为，……于斯时也，不防则有患，防之则示以疑。将防之乎，不防乎？……今既客之矣，客之则不当防，防之则不当客。防之不已，则客之不诚，是召乱也。大抵防之是正理，客之是权术。权术不可久，正理不可废。关白之求贡市，何不于朝鲜而于宁波？朝鲜无可欲，而宁波有可欲也。……夫朝鲜虽属国，外臣也；宁波虽裔郡，王土也。为救外臣之危而危王土以从事，养其一指失其肩背而不知，智者不为也。”
8. ↑  《剑桥中国明代史》万历朝晚期的三大征
9. ↑  作者：杨海英. . 《中国社会科学报》. 发布时间：2011-1-20 10:19:00  [2012年12月18日]. （原始内容存档于2011年9月10日） （中文（简体））.
10. ↑  . 新浪历史. 2013年11月11日  [2015-09-01]. （原始内容存档于2016-03-04）.
11. ↑  . 搜狐文化. 2007年11月7日  [2015年9月1日]. （原始内容存档于2016年3月4日）.
12. ↑  . 天主教辽宁教区. 2006年4月17日  [2015-09-01]. （原始内容存档于2016-03-04）.
13. ↑  . 人民网. 2011年7月19日  [2015年9月1日]. （原始内容存档于2020年5月25日）.
14. ↑  徐美洁. . 东方早报网. 发表于2013-03-31 01:04  [2014-07-30]. （原始内容存档于2014-08-08） （中文（简体））.
15. ↑  来源：广州日报 作者：张居正. . 凤凰网文化. 2013年10月5日  [2014-07-30]. （原始内容存档于2014-07-02） （中文（中国大陆））.
16. ↑  . 2014年4月12日  [2014年7月4日]. （原始内容存档于2014年7月14日）.

### 书籍
- 《明史·沈一贯传》
- 《明史演义》 第七十九回　获妖书沈一贯生风　遣福王叶向高主议

## 延伸阅读
[在维基数据编辑]
 在维基文库阅读此作者作品
 《明史卷二百一十八》，出自《明史》